# Марко Фоскаріні
Марко Фоскаріні (італ. Marco Foscarini) — 117-й венеційський дож у 1762—1763 роках. Мав прізвисько «Гран Кан'єско», бо він завжди був дуже серйозним і не терпів критики на адресу Республіки.

## Біографія
Належав до роду з «новітніх патриціїв». Другий син Ніколо Фоскаріні з гілки Сан-Стае, прокуратора Святого Марка, та Елеонори Лоредан з гілки Сан-Маркуола. Оскільки його старшому братові Альвізе було доручено продовжувати рід шляхом відповідного шлюбу та розпоряджатися  майном, то Марко був призначений для політичного життя. 1715 року поступив до єзуїтського коледжу Сан-Франческо Саверіо» в Болоньї. Серед іншого, тут він вивчив французьку та іспанську мови. Після повернення до Венеції він готувався до своєї політичної діяльності, організувавши традиційну Академію. Ці зібрання інтелігентних людей відбувалися в бібліотеці батька. З нагоди однієї з таких зустрічей він написав промову про необхідність вивчення історії та вміння добре її розповідати. Фоскаріні звернувся до риторики в іншій праці під назвою «Della improvisa eloquenza». Він став відомим своєю ерудицією, одним із його головних інтересів були корали. Сам Фоскаріні розмовляв венеційською мовою публічно та у своїх промовах, хоча ця мова, на відміну від тосканської, залишалася нестандартизованою.
1721 року розпочав політичну кар'єру при Великій раді. Тоді ж склав опус «Della perfezione della Repubblica Veneziana». З 1725 до 1731 року з піврічними перервами входив до складу колегії мудрих зі справ материку (відповідав за став речей в північноіталійських володіннях Республіки). Водночас в цей час він склав низку творів, присвячених посольській діяльності, стосункам Республіки з Римською курією, складав вірші латиною, зокрема «Коралія».
У 1732—1735 роках був послом при дворі імператора Карла VI. У 1735 році Рада десяти призначила його державним істориком. Фоскаріні виступав за історіографію більшого соціального впливу, складену венеційською мовою та у стилі викладу, знайомому більшості читачів. З 1737 до 1740 рік був послом у Папській державі. В цей період склав праці «Роздуми про відродження та занепад якісних досліджень в Італії, зокрема щодо літератури венеціанської знаті» та «Оповідання шести венеційських шляхтичів». Ближче до кінця свого перебування на посаді в Римі йому вдалося прокласти шлях для відновлення дипломатичних відносин між Венеціанською республікою та Сардинським королівством. Він сам скріпив ці стосунки як спеціальний посол у Турині в 1741 році.
1742 року увійшов до ради старійшин та став прокуратором Святого Марка. У 1745 році П'єтро Фоскаріні з гілки Карміні заповів Марко величезний спадок в 1 млн. дукатів. Також його коханкою стала Єлизабетта Корнеро — удова П'єтро Фоскаріні. У 1750—1752 роках не обіймаючи якихось посад присвятив себе створенню працю «Венеційська література», перший тому якої вийшов у Падуї 1752 року. 7 вересня 1754 року Фоскаріні був членом Академії делла Круска у Флоренції.
З 1755 року очолив консервативну групу у Сенату, якій протистояли прихильники реформ на чолі із Анджело Кверіні. У 1758 року брав участь у врегулюванні конфлікту з Римською курією стосовно податків та виконання папських булл. 1759 року став Членом Лондонського королівського товариства. 1762 року здобув політичну перемогу над прихильниками реформ, обравши до Ради десяти.

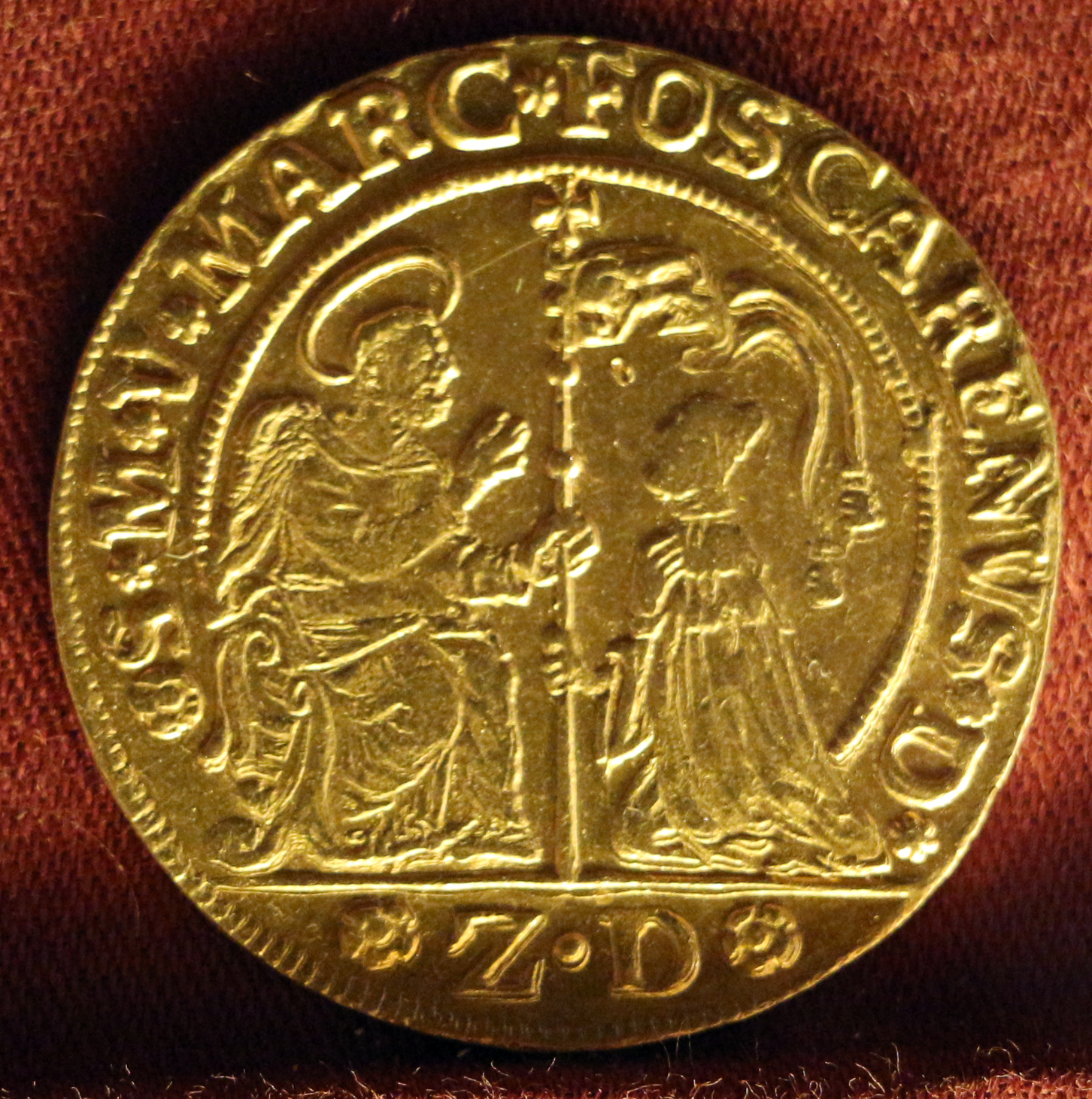
5 цехінів Марко Фоскаріні

31 травня 1762 року одноголосно обирається дожем. Вже наприкінці літа його вразила важка хвороба, яка тримала його подалі від політичних зобов'язань, аж поки не призвела до його смерті 31 березня 1763 року. Його поховали у родинній гробниці в церкві Сан-Стае.
У 1867 році після приєднання Венеції до Італійського королівства на його честь було названо Ліцей Святої Катерини, заснований у 1807 році за заповітом Наполеона I.